# Mollkirch
Mollkirch (en alsacià Mollkírich) és un municipi francès, situat a la regió del Gran Est, al departament del Baix Rin. L'any 1999 tenia 765 habitants. Limita amb Grendelbruch, Rosenwiller, Rosheim, Gresswiller, Heiligenberg, Muhlbach-sur-Bruche, Niederhaslach i Urmatt.
Forma part del cantó de Molsheim, del districte de Molsheim i de la Comunitat de comunes de les Portes de Rosheim.

## Demografia
| 1962 | 1968 | 1975 | 1982 | 1990 | 1999 |
| ---- | ---- | ---- | ---- | ---- | ---- |
| 384  | 428  | 451  | 451  | 552  | 765  |

## Administració
| Període   | Identitat        | Partit |
| --------- | ---------------- | ------ |
| 2001-2008 | Richard Schleiss |        |
| 2008-     | Degrima Daniel   |        |